# Juken Sentai Gekiranger
Juken Sentai Gekiranger (獣拳戦隊ゲキレンジャー (Thú quyền Chiến đội Kích khí liên giả) Jūken Sentai Gekirenjā), dịch là Chiến đội Thú quyền Gekiranger, là seri Super Sentai thứ 31 của Toei Company. Chủ đề của bộ phim là võ thuật và động vật, đặc biệt là động vật họ mèo. Bộ phim được sản xuất vào 29 tháng 9 năm 2006. Gekiranger được chiếu trên TV Asahi 18 tháng 2 năm 2007, và kết thúc 10 tháng 2 năm 2008. Phim cũng được Mỹ hóa thành Power Rangers Jungle Fury và nhập khẩu vào Hàn Quốc dưới tên Power Rangers Wild Spirit trên TV. Tại Việt Nam, bộ phim được hãng phim Phương Nam mua bản quyền và thuyết minh với tên chính thức Gekiranger - Siêu nhân Mãnh thú.

## Cốt truyện
Cảm nhận sức mạnh muôn loài bằng con tim và thể hiện sức mạnh đó vào trong quyền pháp, môn võ đó gọi là Juken (Thú quyền). Juken được chia làm 2 trường phái: Geki Juken Beast Arts là những võ sĩ đại diện cho công lý, Rin Juken Aku Gata là những võ sĩ lợi dụng sự hoảng sợ của kẻ khác làm tăng sức mạnh cho mình. Những võ sĩ được số phận định đoạt phải đối đầu với nhau không ngừng học hỏi, không ngừng thay đổi...

## Nhân vật

### Geki Juken Beast Arts
Kích Thú quyền Beast Arts (激獣拳ビーストアーツ, Geki Jūken Bīsuto Ātsu) là trường phái võ thuật đại diện cho chính nghĩa. Những võ sĩ theo học sử dụng loại khí trong cơ thể có được từ niềm tin vào chính nghĩa gọi là Kích khí (激気（げき）). Những người theo học có thể chọn một trong ba khía cạnh chính để học là Tâm - Kỹ - Thể (còn gọi là Tam thuật). Dạng tối thượng của Geki là Quá kích khí (過激気（かげき)), được bộc lộ khi một võ sĩ đã thuần thục những khía cạnh còn lại trong Tam thuật và có tâm niệm sẽ bảo vệ mọi người.
Kandou Jan (漢堂 ジャン (Hán Đường Tướng)) / GekiRed (ゲキレッド GekiReddo)
- Geki Ju Tiger-ken (激獣タイガー拳 Gekijū Taigāken, Kích Thú Hổ Quyền)
- "Unbreakable Body" (「アンブレイカブル・ボディ」 Anbureikaburu Bodi, Thân thể Bất hoại)

Jan là cậu bé lớn lên ở một khu rừng, cậu lớn lên và làm bạn với động vật hoang dã nên cậu có khả năng cảm nhận được tà khí. Jan được Sha-Fu nhận làm đệ tử vì ông cảm nhận cậu có tâm hồn nhiệt huyết với võ thuật. Cậu sử dụng Kích thú Tiger-quyền, Thể là điểm mạnh của cậu. Về sau, Jan được Quyền Thánh Sharkie Chan nhận làm đệ tử và dạy cho cậu Kích thú Shark-quyền - kỹ thuật đao pháp trong chiến đấu. Sau khi bị Rio đánh bại, cậu đã được Quyền Thánh Gorrie Yen huấn luyện lòng tin để cậu có thể lĩnh hội Quá kích khí, trở thành Super GekiRed và học được Kích thú Gorilla-quyền. Sau bao khó khăn, Jan được biết cha mẹ mình là những con người tuyệt vời, cậu quyết tâm đánh bại Suugu để giải thoát linh khí của cha mình. Jan quyết định chọn con đường của chính nghĩa mà cha mình đã bỏ cả đời để thực hiện. Trong trận quyết chiến với Rio, Jan đã đánh bại hắn bắng tuyệt kĩ của cha mình. Về sau, Jan học được Lâm thú Bear-quyền từ Maku và cùng Ran, Retsu phong ấn Long bằng bí thuật của Tam Quyền Ma là Dokokugan. Cuối phim, Jan lên đường đi khắp thế giới để truyền thụ Thú quyền cho hậu bối.
Uzaki Ran (宇崎 ラン (Vũ Khi Lan)) / GekiYellow (ゲキイエロー GekiIerō)
- Geki Ju Cheetah-ken (激獣チーター拳 Gekijū Chītāken, Kích Thú Báo Quyền)
- "Honest Heart" (「オネスト・ハート」 Onesuto Hāto, Trái tim Trân thành)

Ran xuất thân từ một gia đình danh giá, được mẹ cho phép theo học Kích Thú quyền tới khi kết hôn. Là cô gái duy nhất và là đội trưởng của nhóm. Cô có lòng tin chính nghĩa tuyệt đối. Ran sử dụng Kích thú Cheetah-quyền, điểm mạnh của cô là Tâm. Cô được chọn làm học trò của Quyền Thánh Elehan Kimpo, được ông dạy cách tìm thấy niềm vui khi luyện tập và Ran đã lĩnh hội Kích thú Elephant-quyền - kỹ năng dùng búa chiến đấu. Cô là một người thiên về tốc độ nhưng lại không để ý đến những chi tiết nhỏ khiến Kỹ là điểm yếu của Ran. Vì vậy, sau trận đấu với Rio, Ran được Quyền Thánh Michelle Peng dạy cách phát huy kĩ thuật để có thể đạt được Quá kích khí, trở thành Super GekiYellow và vận dụng Kích thú Penguin-quyền. Trong trận quyết chiến với Long, Ran lĩnh hội Lâm thú Hawk-quyền từ Kata và học được bí thuật phái Rin Juken để phong ấn Long. Cuối cùng, Ran ở lại SCRTC để dạy Thú quyền cho trẻ em. Cô dường như có tình cảm với Jan nhưng không được thể hiện quá rõ ràng.
Fukami Retsu (深見 レツ (Thâm Kiến Liệt)) / GekiBlue (ゲキブルー GekiBurū)
- Geki Ju Jaguar-ken (激獣ジャガー拳 Gekijū Jagāken, Kích Thú Beo Quyền)
- "Fantastic Technique" (「ファンタスティック・テクニック」 Fantasutikku Tekunikku, Kỹ thuật Siêu phàm)

Retsu chuyên về kĩ thuật, lấy nhu khắc cương, cậu đặc biệt yêu thích vẻ đẹp của nghệ thuật. Vì muốn trả thù cho anh trai và muốn lan truyền sự xúc động của Thú quyền với mọi người nên đã xin làm đệ tử của Sha-Fu. Retsu sử dụng Kích thú Jaguar-quyền, thiên về Kỹ. Vì hâm mộ trước kĩ thuật múa của Quyền Thánh Bat-Li nên cậu mong làm đệ tử của ông, sau nhiều lần nài nỉ thì Bat-Li đã nhận Retsu làm đệ tử và truyền dạy Kích thú Bat-quyền - kỹ thuật dùng quạt chiến đấu. Khi bại trận dưới tay Rio, Quyền Thánh Bion Biao đã dạy cậu kết hợp giữa kĩ thuật và sức mạnh thể lực để cậu đạt tuyệt kĩ Quá kích khí, trở thành Super GekiBlue và dùng Kích thú Gazelle-quyền. Sau bao khổ cực, Retsu đã gặp lại anh trai mình là Gou. Trong trận đấu quyết định với Long, Retsu đã lĩnh hội Lâm thú Jelly-quyền từ Rageku và cùng Jan, Ran dùng bí thuật của phái Rin Juken để phong ấn Long. Cuối cùng, cậu và Ran ở lại SCRTC dạy Thú quyền cho trẻ em.
Fukami Gou (深見 ゴウ (Thâm Kiến Hào)) / GekiViolet (ゲキバイオレット GekiBaioretto)
- Geki Ju Wolf-ken (激獣ウルフ拳 Gekijū Urufuken?, Kích Thú Lang Quyền)

- "Iron Will" (「アイアン・ウィル」 Aian Wiru, Ý chí Sắt đá)

Anh trai của Retsu, người sử dụng kiểu võ Thâm Kiến lưu (biến thể của Kích thú Wolf-quyền). Gou là người có ý chí sắt đá, tính cách có phần bốc đồng, nghiêm túc nhưng cũng có lúc dí dỏm và rất quan tâm cho đồng đội (đặc biệt là Retsu). Tuy là một võ sĩ Geki Juken nhưng Gou lại thiếu niềm tin vào chính nghĩa và sống theo chủ nghĩa cá nhân, vậy nên khí mà Gou có lại không phải là Kích khí hay Lâm khí mà là Tử kích khí. Trong trận chiến để ngăn cản người bạn thân lạc lối là Rio, Gou đã dùng cấm thuật của phái Kích thú quyền là Thú thú Toàn thân Biến và hậu quả là bị biến thành sói (nhưng hậu quả này không mang tính vĩnh viễn như các Quyền Thánh) rồi mất tích khoảng 10 năm. Nhờ Kích thú Fly-quyền Bae, Gou đã đấu tranh nội tâm và đã giải trừ được con sói trong cơ thể mình.
Hisatsu Ken (久津 ケン (Cửu Tân Kiện)) / GekiChopper (ゲキチョッパー GekiChoppā)
- Geki Ju Rhinoceros-ken (激獣ライノセラス拳 Gekijū Rainoserasuken?, Kích Thú Tê Ngưu Quyền)

- "Amazing Ability" (「アメイジング・アビリティ」 Ameijingu Abiriti, Tiềm năng Xuất chúng)

Ken lần đầu xuất hiện ở cuối tập 27. Anh là một người lạc quan, thoải mái, hơi vô trách nhiệm và lười biếng. Ken sử dụng thành thạo quyền pháp cổ xưa nhất của Juken là Kích thú Rhinoceros-quyền. Anh sử dụng SaiBlade để biến hình và làm vũ khí chiến đấu. Ken có một tài năng thiên phú chính là kỹ thuật Kích thú Nghiên toản - tập trung khí vào lòng bàn tay và tạo hình thành một lưỡi đao sắc bén tựa kim cương. Dù Ken chỉ sở hữu Kích khí thường nhưng nhờ tài năng đó mà anh vẫn sánh ngang với các đồng đội, thậm chí anh đã từng một mình đánh thắng Hải Quyền Ma Rageku. Ken cũng có thể vận được cả sức mạnh Quá kích khí khi kết hợp Super Geki Claw vào SaiBlade của mình.

### Rin Juken Aku Gata
Lâm Thú quyền Aku Gata (臨獣拳アクガタ Rinjūken Akugata) là trường phái võ thuật được thành lập bởi ba Quyền Ma. Trường phái này tập trung vào yếu tố cơ bản của sự chọn lọc tự nhiên: chỉ có kẻ đủ mạnh mới có thể vượt qua được sự khắc nghiệt và những bài huấn luyện vô nhân đạo để thành thạo môn võ này. Những người theo học môn phái này sử dụng loại khí xuất phát từ sự đau khổ của kẻ yếu và tà tâm trong trái tim người sử dụng, gọi là Rinki (臨気（りんき）). Dạng tối thượng của Rinki là Dorinki (怒臨気（どりんき）), được bộc lộ khi người sử dụng đạt tới sự phẫn nộ cực đại.
Rio (理央 (Lý Ương) Rio) / Kurojishi Rio (黒獅子リオ Kurojishi Rio, Hắc Mãnh Sư Rio)
- Rin Ju Lion-ken (臨獣ライオン拳 Rinjū Raionken, Lâm Thú Mãnh Sư Quyền)

Rio được miêu tả bởi Long là "thiên tài ngàn năm có một". Thuở bé, gia đình anh bị sát hại tàn nhẫn bởi một quái vật và bi kịch ấy đã khẳng định mục tiêu duy nhất trên đời Rio là không ngừng tìm kiếm sức mạnh để không bao giờ chịu đau thương nữa. Sau đó, anh được Sha-Fu nhận làm đệ tử và dạy Geki Juken, là đàn em của Dan (cha của Jan) và là bạn thân của Gou và Miki. Nhưng do ám ảnh bởi quá khứ, anh đã phản bội lại môn phái, giết chết Dan, và về phe Rin Juken. Là cao thủ sử dụng Rin Ju Lion-ken, Rio đã khiến nhóm Gekiranger lâm vào bao phen khốn đốn trong những trận chiến. Nhưng khi biết sự thật mình chỉ là con cờ trong tay Long, Rio đau khổ vô cùng. Về sau, Rio đã tìm được con đường của riêng mình nhờ Jan và cùng Mele hợp sức với Gekiranger để hạ Long.
Mele (メレ Mere) - Rin Ju Chameleon-ken (臨獣カメレオン拳 Rinjū Kamereonken, Lâm Thú Tích Dịch Quyền)Một Rinrinshi được hồi sinh nhờ khí của Rio, từ đó cô bắt đầu nảy sinh tình yêu mãnh liệt với Rio. Cô sống và chiến đấu vì Rio và sẵn sàng hy sinh bản thân bất cứ lúc nào để hoàn thành những mệnh lệnh mà Rio đưa ra. Tuy là người luyện Rin Juken nhưng Mele cũng giống Rio, cô không thích những thủ đoạn hèn nhát. Tính tình nóng nảy và bộc trực khiến cô nhiều lần bị Long lợi dụng làm công cụ để điều khiển Rio.
Không Quyền Ma Kata (空の拳魔カタ Sora no Kenma Kata) - Rin Ju Hawk-ken (臨獣ホーク拳 Rinjū Hōku-ken, Lâm Thú Ưng Quyền)Kata đã dạy cho Rio cách biến cơn hận thù và dã tâm thành sức mạnh. Hắn là một kẻ thù nguy hiểm với khả năng tạo ảo giác và chuyên về kỹ thuật tấn công trên không trung. Về sau bị Thánh thể SaiDaiOh tiêu diệt. Sau cùng, Rinki của hắn được Rio truyền cho Ran để cô tái hợp hai trường phái Geki Juken và Rin Juken trở lại thành Juken lại, cũng như phong ấn Long.
Hải Quyền Ma Rageku (海の拳魔ラゲク Umi no Kenma Rageku) - Rin Ju Jelly-ken (臨獣ジェリー拳 Rinjū Jerīken, Lâm Thú Kiệt Thụy Quyền)Thường gọi Sha-Fu là "Darling" vì khi xưa, Rageku đã có tình cảm với Sha-Fu. Bà có khả năng biến cơ thể thành một dạng chất trong suốt khiến mọi đòn tấn công đều đi xuyên qua mà không để lại thương tích nào đáng kể và khả năng tạo ra lỗ hổng thời gian. Bà đã dạy Rio và Mele biến sự ganh ghét, đố kỵ thành sức mạnh. Về sau, Rageku bị Long sát hại để diệt khẩu. Cuối cùng, Rinki của bà được Rio truyền cho Retsu để cậu tái hợp hai trường phái Juken lại và phong ấn Long.
Đại Địa Quyền Ma Maku (大地の拳魔マク Daichi no Kenma Maku) - Rin Ju Bear-ken (臨獣ベアー拳 Rinjū Beāken, Lâm Thú Hùng Quyền)Một trong 10 môn đồ của Master Brusa Li. Maku và Sha-Fu từng là bạn tốt của nhau cho đến khi Sha-Fu muốn nhường danh dự được kế thừa sư phụ cho Maku và khiến lòng tự trọng của hắn như bị xúc phạm ghê gớm. Hắn cùng Kata, Rageku đã tự biến mình thành Tam Quyền Ma, giết sư phụ và mở màn cho cuộc Đại chiến Chính - Tà với Thất Quyền Thánh. Maku là chiến binh mạnh mẽ nhất Lâm Thú Điện, y có một lượng sức mạnh Dorinki khủng khiếp. Maku là một kẻ ngạo mạn, luôn khinh thường tất cả những kẻ dưới trướng mình và sẵn sàng nổi cơn thịnh nộ bất cứ lúc nào. Sau cùng, Rinki của hắn được Rio truyền cho Jan để cậu tái hợp hai trường phái Geki Juken và Rin Juken lại, đồng thời để phong ấn Long.

### Gen Juken
Gen Juken (幻獣拳, Genjūken, Huyền Thú Quyền) là trường phái võ thuật vượt trội hơn Rin Juken Aku Gata. Những người đi theo môn phái này sử dụng loại khí màu vàng kim gọi là Genki (幻気（げんき）), họ luôn khát khao vượt qua sức mạnh của những con thú bình thường bằng cách làm chủ sức mạnh của huyền thú. Tương truyền, kẻ đứng đầu của Gen Juken chính là ngôi sao GenJuOh nằm giữa với sức mạnh vô song của Điểu Sư và bốn ngôi sao hộ vệ xung quanh (dựa trên bốn thánh thú Trung Hoa cổ đại) với danh xưng Tứ Quyền Tướng tương ứng với sức mạnh của Thanh Long (Long), Bạch Hổ (Suugu), Chu Tước (Mele) và Huyền Vũ (Sanyo).
Rio (理央 Rio) - Gen Ju Griffon-ken (幻獣グリフォン拳 Genjū Gurifonken, Huyền Thú Điểu Sư Quyền)Kẻ đứng đầu Gen Juken, là Chúa tể Hủy diệt. Sau cái chết của Tam Quyền Ma, Rio được Long giới thiệu một loại quyền pháp mới: Gen Juken. Sau khi lần lượt chứng kiến sức mạnh khủng khiếp của Mele khi dùng Genki, Rio đã chấp nhận thực hiện Nghi lễ Thề máu để biến Rinki của anh thành Genki và sở hữu sức mạnh của Điểu Sư. Trong trận quyết chiến với Jan, Rio đã hóa khổng lồ và trở thành GenJuOh thật sự để hủy diệt mọi thứ (theo kế hoạch của Long). Nhưng nhờ khoảnh khắc Mele thét gào tên anh, chút nhân tính còn lại đã biến Rio trở lại thành con người. Sau khi biết âm mưu thật sự của Long, Rio đã từ bỏ Genki và trở lại làm một chiến binh Rin Juken, hợp tác với Gekiranger để hạ hắn.
Mele (メレ Mere) - Gen Ju Phoenix-ken (幻獣フェニックス拳 Genjū Fenikkusuken, Huyền Thú Chu Tước Quyền)Sau cái chết của Tam Quyền Ma, Long đã giới thiệu cho Rio về sức mạnh của Gen Juken nhưng Rio vẫn chưa tin tưởng hắn. Thế nên Mele đã lấy thân mình để thử nghiệm và lĩnh hội sức mạnh của loài Chu Tước, trở thành Tứ Quyền Tướng cho Rio. Về sau, Mele và Rio từ bỏ Genki và cùng các Gekiranger hạ Long.
Long (ロン Ron) - Gen Ju Dragon-ken (Huyền Thú Long Quyền)Từng là một trong Tứ Quyền Tướng mang hình dạng của rồng tới khi Rio và Mele từ bỏ Gen Juken. Là nhân vật thoắt ẩn thoắt hiện, trong đầu luôn toan tính âm mưu to lớn. Vì có năng lực bất tử và ước muốn thao túng mọi thứ cho vui nên Long là kẻ thù nguy hiểm của cả Gekiranger và Rio, Mele. Hắn là kẻ đứng sau sắp đặt mọi chuyện và là đầu mối khiến Rio luôn điên cuồng tìm sức mạnh để trở thành kẻ mạnh nhất (thực chất chỉ để biến Rio thành GenJuOh theo kế hoạch của hắn). Về sau bị Jan, Ran và Retsu phong ấn bằng bí thuật Dokokugan của phái Rin Juken.
Sanyo (サンヨ San'yo) - Gen Ju Basilisk-ken (幻獣バジリスク拳 Genjū Bajirisukuken, Huyền Thú Tử Xà Quyền)Cánh tay phải của Long, là một trong Tứ Quyền Tướng với hình dạng của Tử Xà. Sanyo được tạo ra từ một phần cơ thể của Long và thừa hưởng khả năng bất tử từ hắn. Tên này thường tiết lộ những manh mối về kế hoạch của Long. Hắn có khả năng thao túng trọng lực để hạ gục đối thủ. Về sau bị Long (ở dạng Mugenryu) hấp thụ để hồi phục toàn bộ sức mạnh.
Suugu (スウグ Sūgu) - Gen Ju Chimera-ken (幻獣キメラ拳 Genjū Kimeraken, Huyền Thú Si-mê-ra Quyền)Một trong Tứ Quyền Tướng mang hình dạng của Bạch Hổ, có thể sử dụng tuyệt kỹ của hai phái Geki Juken và cả Rin Juken. Thân phận thật sự của Suugu chính là linh khí của Dan (cha của Jan). Tương truyền, khi một người sử dụng Thú Quyền qua đời thì linh hồn của họ vẫn tiếp tục tồn tại dưới dạng linh khí. Tuy bị Long thao túng để trở thành quái vật nhưng sâu trong tâm, Suugu vẫn còn nhân tính của Dan và đã đỡ đòn của Long thay cho Jan. Cuối cùng, Suugu nhờ Jan kết liễu mình và linh khí của Dan được giải thoát, ông được gặp lại con trai lần cuối trước khi siêu thoát.

### Các nhân vật phụ
Masaki Miki (真咲 美希 Masaki Miki)Cô là giám đốc điều hành cấp cao của SCRTC và là người đứng đầu bộ phận phát triển đặc biệt, chịu trách nhiệm thiết kế hầu hết các vũ khí của Gekiranger. Miki là người sử dụng Geki Ju Leopard-ken. Cô là bạn cũ của Gou và Rio và là đệ tử kiêm trợ lý của Sha-Fu. Trong tập 23 đã tiết lộ Miki thời niên thiếu từng là một "nữ quái" (chị đại) khét tiếng toàn vùng Kanto. Cô cũng có một đứa con gái, tên là Natsume.
Masaki Natsume ()Con gái của Miki. Tuy là nhân vật phụ nhưng Natsume đã giúp đỡ nhóm Gekiranger rất nhiều. Cô bé đã giúp Jan biết sự quan trọng của lòng kiên nhẫn để Ran, Retsu nạp đủ khí vào GekiBazooka và đã tạo niềm tin cho Gou rằng trong anh vẫn có niềm tin chính nghĩa để anh gia nhập nhóm. Cuối phim, Natsume theo học Juken và là đệ tử của Retsu.
Hisatsu Kentaro (久津 権太郎 Hisatsu Kentarō)Cha của Ken và Sachiko. Ông làn việc trong bộ phận phát triển các mặt hàng đặc biệt (như khẩu thần công GekiBazooka) của công ty SCRTC. Mối quan hệ giữa ông và con trai Ken không được tốt cho lắm (vì Ken ham chơi, không chịu luyện tập dù rất giỏi).
Hisatsu Sachiko (久津 幸子 Hisatsu Sachiko)Em gái của Ken. Tuy là em nhưng Sachiko sẽ không do dự để chỉnh đốn thái độ của Ken khi anh cãi nhau với ai đó.

## Các tập
Bộ phim đã phát sóng tổng cộng 49 tập. Mỗi tập được gọi là một "bài học" (修行 (Tu hành) Shugyō).
1. Bài học thứ 1: Niki-Niki! Mãnh Thú Quyền! (修行その１ ニキニキ！激獣拳 Shugyō Sono Ichi: Niki-Niki! Geki Jūken?)
2. Bài học thứ 2: Waki-Waki! Thú Quyền Hợp Thể! (修行その２　ワキワキ！獣拳合体 Shugyō Sono Ni: Waki-Waki! Jūken Gattai?)
3. Bài học thứ 3: Shio-Shio! Sức mạnh dọn sạch (修行その３ シオシオ！そうじ力 Shugyō Sono San: Shio-Shio! Sōjiryoku?)
4. Bài học thứ 4: Zowa-Zowa! Ngũ Độc Quyền (修行その４　ゾワゾワ！五毒拳 Shugyō Sono Yon: Zowa-Zowa! Godokuken?)
5. Bài học thứ 5: Uja-Uja! Phải làm sao đây? (修行その５　ウジャウジャ！どーすりゃいいの？ Shugyō Sono Go: Uja-Uja! Dōsuryaiino??)
6. Bài học thứ 6: Juwān! ...Cái gì kia? (修行その６　ジュワーン！って、何？ Shugyō Sono Roku: Juwān! 'tte, Nani??)
7. Bài học thứ 7: Vũ điệu Shuba-Shuba! (修行その７　シュバシュバ踊ろう！ Shugyō Sono Nana: Shuba-Shuba Odorō!?)
8. Bài học thứ 8: Koto-Koto... Chăm chú Koto-Koto (修行その８　コトコト...ひたすらコトコト Shugyō Sono Hachi: Koto-Koto... Hitasura Koto-Koto?)
9. Bài học thứ 9: Người phụ nữ Kena-Kena (修行その９　ケナケナの女 Shugyō Sono Kyū: Kena-Kena no Onna?)
10. Bài học thứ 10: Cuộc tấn công Jara-Jara! Chuyến đưa đồ đầu tiên (修行その10　ジャラジャラ襲撃！はじめてのおつかい Shugyō Sono Jū: Jara-Jara Shūgeki! Hajimete no Otsukai?)
11. Bài học thứ 11: Ukya-Ukya! Thú Quyền Vũ Trang (修行その11　ウキャウキャ！獣拳武装 Shugyō Sono Jū Ichi: Ukya-Ukya! Jūken Busō?)
12. Bài học thứ 12: Zowan-Zowan! Lâm Thú Quyền, bắt đầu huấn luyện (修行その12　ゾワンゾワン！臨獣拳、修行開始 Shugyō Sono Jū Ni: Zowan-Zowan! Rin Jūken, Shugyō Kaishi?)
13. Bài học thứ 13: Shin-Shin! Vũ điệu tâm hồn (修行その13　シンシン！精霊の舞い Shugyō Sono Jū San: Shin-Shin! Seirei no Mai?)
14. Bài học thứ 14: Netsu-Netsu! Hãy dứt bỏ kỹ thuật (修行その14 ネツネツ！技を捨てろ Shugyō Sono Jū Yon: Netsu-Netsu! Waza o Sutero?)
15. Bài học thứ 15: Howa-Howa! Kỹ năng làm Mẹ (修行その15　ホワホワ！ママ業 Shugyō Sono Jū Go: Howa-Howa! Mama Gyō?)
16. Bài học thứ 16: Jiri-Jiri! Lâm Thú Điện, giờ học ngoại khóa (修行その16　ジリジリ！臨獣殿、課外授業 Shugyō Sono Jū Roku: Jiri-Jiri! Rin Jūden, Kagai Jugyō?)
17. Bài học thứ 17: Goro-Goro! Tình thầy trò (修行その17　ゴロゴロ！師弟愛 Shugyō Sono Jū Nana: Goro-Goro! Shitei Ai?)
18. Bài học thứ 18: Sharkin-Kīn! Cơ thể cường tráng (修行その18　シャッキンキーン！身体、強い Shugyō Sono Jū Hachi: Shakkin-Kīn! Karada, Tsuyoi?)
19. Bài học thứ 19: Gokin-Gokin! Quyết chiến với Rio (修行その19　ゴキンゴキン！理央と対決 Shugyō Sono Jū Kyū: Gokin-Gokin! Rio to Taiketsu?)
20. Bài học thứ 20: Gicho-Gicho! Tam Sơn Trận (修行その20　ギチョギチョ！トライアングル対抗戦 Shugyō Sono Ni-jū: Gicho-Gicho! Toraianguru Taikōsen?)
21. Bài học thứ 21: Biki-Biki-Biki-Biki! Sức mạnh Kageki (修行その21　ビキビキビキビキ！カゲキに過激気 Shugyō Sono Ni-jū Ichi: Biki-Biki-Biki-Biki! Kageki ni Kageki?)
22. Bài học thứ 22: Kyui-Kyui! Hẹn hò với người nổi tiếng (修行その22　キュイキュイ！セレブとデート Shugyō Sono Ni-jū Ni: Kyui-Kyui! Serebu to Dēto?)
23. Bài học thứ 23: Gure-Gure! Đội trưởng nữ quái (修行その23　グレグレ！スケ番キャプテン Shugyō Sono Ni-jū San: Gure-Gure! Sukeban Kyaputen?)
24. Bài học thứ 24: Garu-Garu! Gì cơ!? Em trai của ta!? (修行その24　ガルガル！なんてこった、弟が！？ Shugyō Sono Ni-jū Yon: Garu-Garu! Nante Kotta, Otōto ga!??)
25. Bài học thứ 25: Hine-Hine! Shigeki của riêng ta (修行その25　ヒネヒネ！俺だけの紫激気 Shugyō Sono Ni-jū Go: Hine-Hine! Ore Dake no Shigeki?)
26. Bài học thứ 26: Mohe-Mohe! Hội ý về nỗi phiền não (修行その26　モヘモヘ！お悩み相談 Shugyō Sono Ni-jū Roku: Mohe-Mohe! Onayami Sōdan?)
27. Bài học thứ 27: Beran-Beran! Bùng cháy lên, hỡi bình luận viên (修行その27　ベランベラン！燃えよ実況 Shugyō Sono Ni-jū Nana: Beran-Beran! Moeyo Jikkyō?)
28. Bài học thứ 28: Bishi-Bishi Vững chí bền gan! (修行その28　ビシビシピキーンで押忍！ Shugyō Sono Ni-jū Hachi: Bishi-Bishi Pikīn de Osu!?)
29. Bài học thứ 29: Guda-Guda Here-Here! Cửa hàng kỳ quái (修行その29　グダグダヘレヘレ！ショッピング Shugyō Sono Ni-jū Kyū: Guda-Guda Here-Here! Shoppingu?)
30. Bài học thứ 30: Cô gái Sei-Sei và Dou-Dou (修行その30　セイセイでドウドウの女 Shugyō Sono San-jū: Sei-Sei de Dō-Dō no Onna?)
31. Bài học thứ 31: Chúng ta cùng Muni-Muni! (修行その31　俺たちムニムニ！ Shugyō Sono San-jū Ichi: Oretachi Muni-Muni!?)
32. Bài học thứ 32: Zowangi-Zowango! Cuộc hội ngộ ở Thú Nguyên Cung (修行その32 ゾワンギゾワンゴ！集結、獣源郷 Shugyō Sono San-jū Ni: Zowangi-Zowango! Shūketsu, Jūgenkyō?)
33. Bài học thứ 33: Fure-Fure Vững chắc! Kung-Fu trung thần (修行その33 フレフレガッチリ！カンフー忠臣蔵 Shugyō Sono San-jū San: Fure-Fure Gatchiri! Kanfū Chūshingura?)
34. Bài học thứ 34: Gowan-Gowan' Dain-Dain! Thú Quyền Đại Thần, tham chiến! (修行その34 ゴワンゴワンのダインダイン！獣拳巨神、見参 Shugyō Sono San-jū Yon: Gowan-Gowan no Dain-Dain! Jūken Kyojin, Kenzan?)
35. Bài học thứ 35: Gyuon-Gyuon! Bộc phát sức mạnh Thú Quyền (修行その35　ギュオンギュオン！獣力開花 Shugyō Sono San-jū Go: Gyuon-Gyuon! Jūriki Kaika?)
36. Bài học thứ 36: Mukyu-Mukyu! Tam Tỉ Muội Đạo Chích (修行その36　ムキュムキュ！怪盗三姉妹 Shugyō Sono San-jū Roku: Mukyu-Mukyu! Kaitō San Shimai?)
37. Bài học thứ 37: Gyan-Gyan! Buổi xem mắt vô nghĩa (修行その37　ギャンギャン！お見合い問答無用 Shugyō Sono San-jū Nana: Gyan-Gyan! Omiai Mondō Muyō?)
38. Bài học thứ 38: Biba-Biba! Một Retsu khác (修行その38　ビバビバ！もう一人のレツ Shugyō Sono San-jū Hachi: Biba-Biba! Mō Hitori no Retsu?)
39. Bài học thứ 39: Uro-Uro! Những đứa trẻ không trở về (修行その39　ウロウロ！帰らない子供たち Shugyō Sono San-jū Kyū: Uro-Uro! Kaeranai Kodomotachi?)
40. Bài học thứ 40: Đau đầu, Bakān! Sự thật chấn động (修行その40　頭、バカーン！衝撃の事実 Shugyō Sono Yon-jū: Atama, Bakān! Shōgeki no Jijitsu?)
41. Bài học thứ 41: Zushi-Zushi! Không còn gì nữa (修行その41　ズシズシ！もうやだ Shugyō Sono Yon-jū Ichi: Zushi-Zushi! Mō Yada?)
42. Bài học thứ 42: Wasshi-Wasshi tiến bước! (修行その42　ワッシワッシで乗り越えろ！ Shugyō Sono Yon-jū Ni: Wasshi-Wasshi de Norikoero!?)
43. Bài học thứ 43: Hapi-Hapi! Giáng Sinh an lành, Osu (修行その43　ハピハピ！メリークリスマス、押忍 Shugyo Sono Yon-jū San: Hapi-Hapi! Merī Kurisumasu, Osu?)
44. Bài học thứ 44: Wafu-Wafu! Giai điệu của cha (修行その44　ワフワフ！父ちゃんのメロディ Shugyō Sono Yon-jū Yon: Wafu-Wafu! Tōchan no Merodi?)
45. Bài học thứ 45: Pikīn! Cuộc chiến định mệnh (修行その45　ピキーン！宿命の対決 Shugyō Sono Yon-jū Go: Pikīn! Shukumei no Taiketsu?)
46. Bài học thứ 46: Ký ức Gyawa-Gyawa (修行その46　ギャワギャワの記憶 Shugyō Sono Yon-jū Roku: Gyawa-Gyawa no Kioku?)
47. Bài học thứ 47: Pika-Pika! Con đường tôi chọn (修行その47　ピカピカ！俺の道 Shugyō Sono Yon-jū Nana: Pika-Pika! Ore no Michi?)
48. Bài học thứ 48: Saba-Saba! Phán quyết bằng quyền pháp, mở màn (修行その48　サバサバ！いざ拳断 Shugyō Sono Yon-jū Hachi: Saba-Saba! Iza Ken Dan?)
49. Bài học thứ 49: Zun-Zun! Thú Quyền là vĩnh cửu... (修行その49　ズンズン！獣拳は、ずっと... Shugyō Sono Yon-jū Kyū: Zun Zun! Jūken wa, Zutto...?)

### Các tập đặc biệt
- Engine Sentai Go-onger vs. Gekiranger

2 đội biệt động vô tình chạm trán ở khoảng không. Xuất hiện 1 tên kĩ sư với những ý tưởng điên rồ thêm 3 bộ trưởng Gaiark. nhờ sự ngu ngốc của kĩ sư điên mà nhân vật ngàn năm được tái sinh. Nhưng! Có 2 số phận tội lỗi được định mệnh gắn kết với MugenRyuu cũng trở lại. Munimuni của Geki bất tử.
- Juken Sentai Gekiranger vs. Gogo Sentai Boukenger
- Juken Sentai Gekiranger The Movie

## Diễn viên
- Jan Kandou/GekiRed: Hiroki Suzuki (鈴木 裕樹 Suzuki Hiroki?)
  - Jan Kandou/GekiRed (trẻ; các tập 15, 46, 47): Arashi Fukasawa (深澤 嵐 Fukasawa Arashi?)
- Ran Uzaki/GekiYellow: Mina Fukui (福井 未菜 Fukui Mina?)
- Retsu Fukami/GekiBlue: Manpei Takagi (高木 万平 Takagi Manpei?)
- Gou Fukami/GekiViolet: Riki Miura (三浦 力 Miura Riki?)
- Ken Hisatsu/GekiChopper: Sotaro (聡太郎 Sōtarō?, Sotaro Yasuda)
- Rio/Black Lion Rio/Phantom Beast King Rio: Hirofumi Araki (荒木 宏文 Araki Hirofumi?)
  - Rio (trẻ; các tập 1, 12, 46, 47), Học trò người Hồng Kông của Jan (tập 49): Shogo Ehara (江原 省吾 Ehara Shōgo?)
- Mele: Yuka Hirata (平田 裕香 Hirata Yuka?)
- Long: Naoki Kawano (川野 直輝 Kawano Naoki?)
- Miki Masaki: Kazue Itoh (伊藤 かずえ Itō Kazue?)
- Natsume Masaki: Sakina Kuwae (桑江 咲菜 Kuwae Sakina?)
- Kentaro Hisatsu: Taro Ishida (石田 太郎 Ishida Tarō?)
- Sachiko Hisatsu: Juri Ihata (井端 珠里 Ihata Juri?)
- Dan: Kenji Oba (大葉 健二 Ōba Kenji?)

### Lồng tiếng
- Thầy Sha-Fu: Ichirō Nagai (永井 一郎 Nagai Ichirō?)
- Elehung Gambou (Tượng Kim Bảo): Yū Mizushima (水島 裕 Mizushima Yū?)
- Bat Li (Lý Biển Bức): Shūichi Ikeda (池田 秀一 Ikeda Shūichi?)
- Sharkie Chan (Thành Kình): Hiroya Ishimaru (石丸 博也 Ishimaru Hiroya?)
- Gorie Yen (Chân Tử Đột): Ryūzaburō Ōtomo (大友 龍三郎 Ōtomo Ryūzaburō?)
- Michelle Peng (Bành Tử Quỳnh): Atsuko Tanaka (田中 敦子 Tanaka Atsuko?)
- Bion Biao (Dương Bưu): Takeshi Kusao (草尾 毅 Kusao Takeshi?)
- Bae: Akira Ishida (石田 彰 Ishida Akira?)
- Kata: Rokurō Naya (納谷 六朗 Naya Rokurō?)
- Rageku: Naoko Kouda (幸田 直子 Kōda Naoko?)
- Maku: Hidekatsu Shibata (柴田 秀勝 Shibata Hidekatsu?)
- Sanyo: Hideyuki Umezu (梅津 秀行 Umezu Hideyuki?)

### Trang phục
- GekiRed, GekiTohja: Hirofumi Fukuzawa (福沢 博文 Fukuzawa Hirofumi?)
- GekiYellow: Sanae Hitomi (人見 早苗 Hitomi Sanae?)
- GekiBlue, Long (mặc áo giáp): Yasuhiro Takeuchi (竹内 康博 Takeuchi Yasuhiro?)
- GekiViolet: Riichi Seike (清家 利一 Seike Riichi?)
- GekiChopper, Maku: Jun Watanabe (渡辺 淳 Watanabe Jun?)
- Maku (tập 35): Jirō Okamoto (岡元 次郎 Okamoto Jirō?)
- Master Sha-Fu, RoboTough: Naoko Kamio (神尾 直子 Kamio Naoko?)
- Rageku: Yūki Ono (小野 友紀 Ono Yūki?)
- Elehung Gambou: Masaru Ōbayashi (大林 勝 Ōbayashi Masaru?)
- Bat Li: Tsutomu Kitagawa (喜多川 務 Kitagawa Tsutomu?)
- Sharkie Chan, Mele (mặc áo giáp, tập 36): Motokuni Nakagawa (中川 素州 Nakagawa Motokuni?)
- Gorie Yen, Kata: Hideaki Kusaka (日下 秀昭 Kusaka Hideaki?)
- Michelle Peng: Keiko Hashimoto (橋本 恵子 Hashimoto Keiko?)
- Bion Biao, Black Lion Rio: Yasuhiko Imai (今井 康彦 Imai Yasuhiko?)
- Mele (mặc áo giáp): Yūichi Hachisuka (蜂須賀 祐一 Hachisuka Yūichi?)